# Мю Южной Короны
Мю Южной Короны (m CrA) — звезда в созвездии Южной Короны. Видимая звёздная величина +5.24 (видна невооружённым глазом). Это пульсирующая переменная звезда класса мирид.